# مرد لاغر (فیلم)
مرد لاغر (انگلیسی: The Thin Man) فیلمی در ژانر کمدی به کارگردانی دبلیو. اس. ون دایک است که در سال ۱۹۳۴ منتشر شد.

## بازیگران
- میرنا لوی
- ویلیام پاول
- مورین اوسالیوان
- نات پندلتن
- پرتر هال
- سزار رومرو
- کریتن هالی
- لئو وایت
- ناتالی مورهد